# Priesterseminar Nossa Senhora da Fatima (Dili)

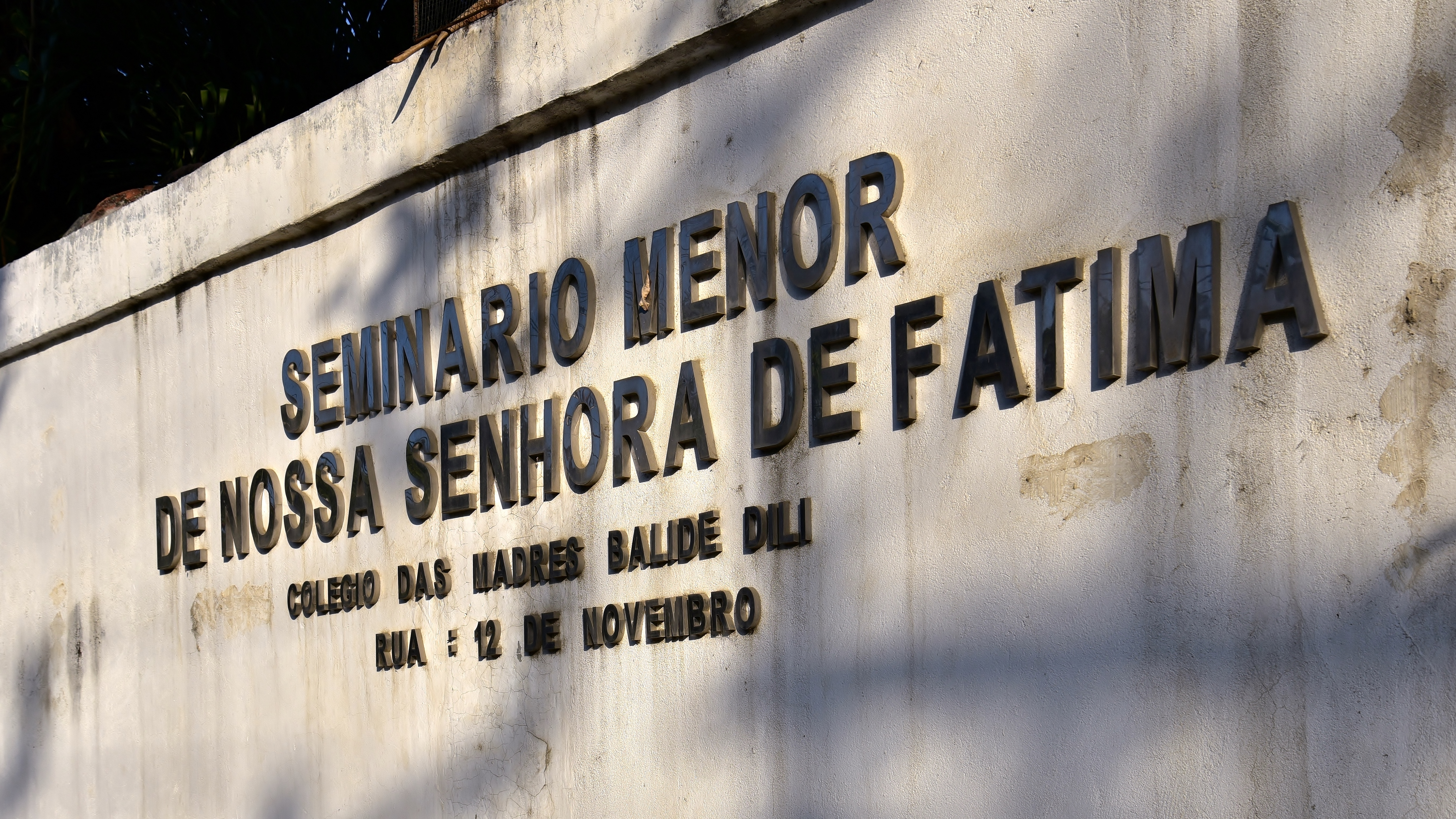

Nossa Senhora da Fatima ist ein römisch-katholisches Priesterseminar im Erzbistum Dili in Osttimor. Verschiedene Führungspersönlichkeiten der ehemaligen portugiesischen Kolonie und des heutigen Staates Osttimor erhielten hier ihre Ausbildung. Es war der einzige Ort in der Kolonialzeit, in dem die Einheimische über die Sekundärstufe hinaus eine Ausbildung erhalten konnten.

## Geschichte

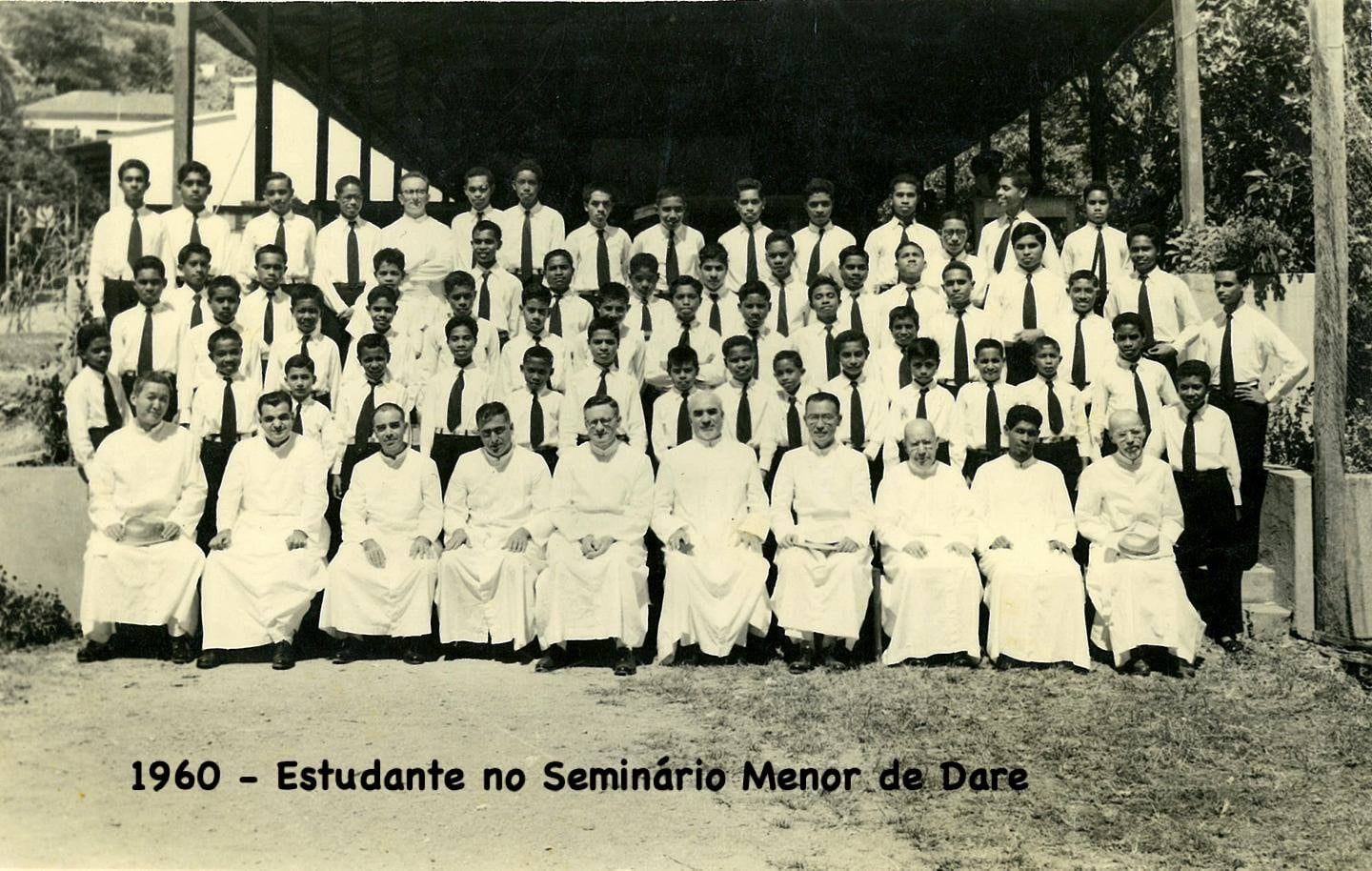
Mitglieder des Kleinen Seminar in Dare (1960)

Das Pastoralseminar wurde am 13. Oktober 1936 in Soibada gegründet. 1951 wurde es nach Dare bei Dili verlegt. 1954 wurde das Seminar von der Kurie offiziell registriert. 1958 übernahmen die Jesuiten die Führung des Seminars. Am 13. Dezember 1975 wurde das Seminar im Rahmen der Operation Seroja von den Indonesiern bombardiert. Seminarleiter José Martins eröffnete das Seminar 1978 neu im Externato de São José, am Stadtrand von Dili in Balide. 1983 wurde das Colégio de São José als eigene Institution vom Seminar abgetrennt. Zu den Studenten gehören auch 50 Seminaristen.
2001 hatte das Seminar 75 timoresische Anwärter für die Priesterschaft.
Nach den Unruhen in Osttimor 2006 wurde das Grundstück des Seminars als Flüchtlingslager für mehrere Tausend Personen benutzt.

## Ehemalige Schüler

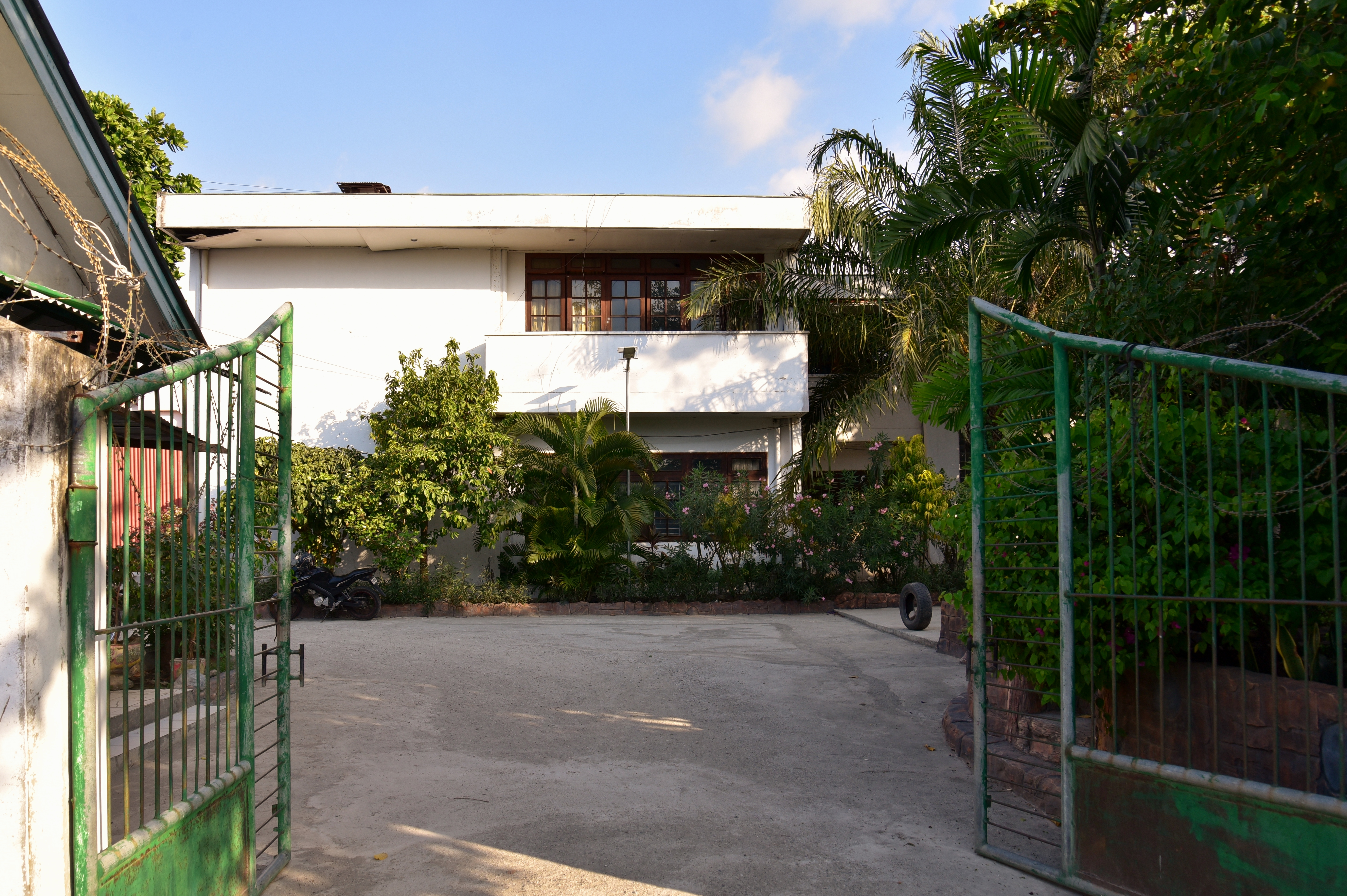
Das Seminar 2023

- Francisco Xavier do Amaral, Politiker
- Alberto Araújo, Unabhängigkeitsaktivist und Philosoph
- Crisódio Araújo, Schriftsteller und Politiker
- Alberto Carlos, Politiker
- António da Conceição, Politiker
- Gil da Costa Alves, Politiker
- Norberto do Amaral, Bischof von Maliana
- Carlos Filipe Ximenes Belo, ehemaliger Bischof von Dili[6]
- Vítor da Costa, Politiker
- Francisco Lopes da Cruz, Politiker
- Duarte Nunes, Politiker
- Xanana Gusmão, Politiker[7]
- José Ramos-Horta, Politiker[8]
- Nicolau dos Reis Lobato, Freiheitskämpfer und Politiker[6]
- Alberto Ricardo da Silva, Bischof von Dili
- Jacob Xavier, Politiker